# ان‌جی‌سی ۵۸۸۲
ان‌جی‌سی ۵۸۸۲ (نام علمی: NGC 5882) یک سحابی سیاره‌نما در جنوب صورت فلکی گرگ است که در حدود ۱٫۵ درجه در جنوب غربی ستاره اپسیلون لوپی قرار گرفته‌است. توسط ستاره‌شناس انگلیسی جان هرشل در ۲ ژوئیه ۱۸۳۴ از رصدخانه دماغه امید نیک کشف شد. جان ال‌ای درایر آن را «بسیار کوچک، گرد، کاملاً تیز» توصیف کرد.